# بلوبرد اوییشن
بلوبرد اوییشن (به انگلیسی: Bluebird Aviation) یک شرکت هواپیمایی است که در ۱۹۹۹ میلادی تأسیس شده‌است. دفتر مرکزی بلوبرد اوییشن در نایروبی، کنیا واقع شده‌است و قطب این شرکت هواپیمایی در فرودگاه ویلسون قرار دارد.